# Area con segno
Il termine area con segno si intende riferito a una misura a valori reali che si attribuisce a una figura piana delimitata da una curva chiusa orientata.
Procediamo alla definizione per gradi considerando via via figure più elaborate, in modo da mostrare come questa nozione consenta di unificare vari strumenti di calcolo cresciuti per lo stimolo di esigenze diverse. In particolare essa serve a giustificare il segno del determinante di matrici di ordine 2 e numerose formule della geometria analitica.
L'integrale definito può essere visto come l'area con segno sottesa ad una funzione tra due valori.

## Area di un istogramma
Consideriamo il piano combinatorio {\displaystyle \mathbb {Z} \times \mathbb {Z} } e un quadrato elementare o quadratino avente i vertici nei punti {\displaystyle (0,0)}, {\displaystyle (1,0)}, {\displaystyle (1,1)} e {\displaystyle (0,1)}: è naturale assegnargli l'area 1. La stessa area unitaria si assegna ad ogni altro quadratino avente come vertici {\displaystyle (i,j)}, {\displaystyle (i+1,j)}, {\displaystyle (i+1,j+1)} e {\displaystyle (i,j+1)}, quali che siano gli interi {\displaystyle i} e {\displaystyle j}. Questa assegnazione conviene considerarla come conseguenza di invarianza dell'area per traslazione.
Consideriamo poi un istogramma ottenuto affiancando colonne formate da quadratini sovrapposti in modo da avere tutte le basi delle colonne sull'asse delle ascisse e la prima colonna con i lati a sinistra sull'asse delle ordinate.
Siano {\displaystyle n} le colonne e {\displaystyle k_{1},k_{2},\ldots ,k_{n}} le altezze (numeri dei quadratini) delle successive colonne. All'area di questo istogramma si dà il valore
{\displaystyle \sum _{i=1}^{n}k_{i}}
Questa assegnazione conviene considerarla come conseguenza della richiesta di additività dell'area.
Inoltre l'istogramma si può considerare come un modello dell'operazione di sommatoria; se pensiamo i quadratini come piastrelle o tessere di un mosaico, abbiamo un modello materiale molto tangibile della sommatoria.
Gli addendi di una sommatoria come la precedente sono solo interi positivi, mentre è utile considerare anche lo zero e addendi negativi (ad esempio per rappresentare eventi finanziari che possono presentare sia guadagni che perdite). Gli addendi negativi si possono rappresentare con quadratini collocati al di sotto dell'asse delle ascisse. A questi quadratini "appesi" all'asse delle ascisse andrebbe attribuita un'area negativa.
Cerchiamo una caratterizzazione geometrica di questa negatività.
L'area dell'istogramma precedente, ottenuto con quadratini tutti al di sopra dell'asse delle ascisse, si può vedere racchiusa da un circuito chiuso che inizia nell'origine, presenta un segmento orizzontale che termina in {\displaystyle (n,0)}, risale fino al punto {\displaystyle (n,k_{n})} e quindi segue il contorno superiore dell'istogramma all'indietro fino al punto {\displaystyle (0,k_{1})} ed infine ridiscende all'origine. Percorrendo questo circuito chiuso
con un oggetto mobile (una penna), tutti i quadratini che contribuiscono all'area si trovano a sinistra dell'oggetto. Al circuito si attribuisce un verso positivo (antiorario) e l'area della regione circondata si assume positiva.
Se invece si ha un istogramma con soli quadratini sotto l'asse delle ascisse, si associa a un circuito che inizia con un tratto sull'asse delle ascisse, quindi si muove in verticale, poi arretra sul confine inferiore della configurazione e infine risale all'origine. A un tale circuito si associa il verso negativo (orario) e l'area della regione circondata si assume negativa.
Nel caso di istogramma con quadratini sopra e sotto l'asse delle ascisse si ha un circuito che inizia con il solito tratto orizzontale e quindi arretra sul perimetro dell'istogramma toccando di nuovo l'asse delle ascisse: si ha quindi un circuito intrecciato.
Si constata facilmente che un oggetto che percorre il circuito lascia alla sua sinistra i quadratini che contribuiscono con aree positive e alla sua destra i quadratini che contribuiscono con aree negative (nell'applicazione finanziaria sarebbero i quadratini dei debiti).
Questa tecnica è generalizzata all'integrale calcolato tramite somma di Riemann.

## Area di una regione quadrettata
Si può associare un'area con segno ad ogni configurazione di quadrettini definita da un cammino chiuso costituito solo da tratti orizzontali e verticali, comunque intrecciato.
Questa generalizzazione corrisponde a richiedere l'invarianza dell'area per le traslazioni.
Interessa definire come cambia l'area in conseguenza di riflessioni. Come si vede per la riflessione rispetto alla Ox
nel caso di un istogramma finanziario, conviene che cambi di segno. In effetti una riflessione trasforma un circuito non intrecciato orario in antiorario e viceversa.

## Aree nel piano sui razionali
Si considerano poligonali chiuse e orientate con vertici razionali.
Le più semplici definiscono rettangoli e le aree si esprimono con le differenze delle coordinate dei vertici.
Per le aree definite da triangoli con cateti orizzontali e verticali, si impone l'invarianza pe rotazione di π e si assegna a tale triangolo area b*h/2.
Una regione definita da poligonale che sia convessa si decompone in triangoli e la sua area si definisce per additività. I circuiti si decompongono di conseguenza.
Una poligonale chiusa semplice si decompone in poligonali
chiuse convesse. Una poligonale generica (intrecciata) si decompone in poligonali semplici.
Si possono avere anche percorsi chiusi ripetuti e la regola non cambia.
Se si applica una trasformazione lineare determinata dalla matrice M l'area viene trasformata da un fattore det M.
Questo segue dall'interpretazione del determinante come area della figura ottenuta modificando il quadratino con vertici
(0,0), (1,0), (1,1) e (0,1).